# Marquesado de Villasor
El marquesado de Villasor es un título nobiliario español, de Aragón, que desde 1723 goza de grandeza de España. Fue creado por el rey Felipe II, mediante real despacho del 19 de noviembre de 1594,a favor de Jaime de Alagón y Folch de Cardona, III conde de Villasor, comendador de Villafranca en la Orden de Santiago, teniente de capitán general de las galeras de Nápoles y Sicilia.
Este título, cuya denominación aludía a la localidad sarda de Villasor o Villa Sorris, se creó por conversión en marquesado y en título de Aragón del condado de Villasor, título de Cerdeña concedido por Carlos I el 30 de septiembre de 1539 a Jaime de Alagón y de Besora, noble de este reino, señor de Villasor. El linaje de Alagón, al que pertenecían los concesionarios del condado y del marquesado, era de ricoshombres de Aragón y oriundo de la villa de Alagón (Zaragoza); su línea mayor ostentaba el condado de Sástago.
La grandeza de España de segunda clase le fue concedida el 8 de junio de 1708 a Artal de Alagón y Pimentel, V marqués de Villasor, por el archiduque pretendiente Carlos de Austria, y confirmada por Felipe V el 17 de diciembre de 1723, en virtud de las capitulaciones del Tratado de Viena, a favor de José de Silva-Meneses y Sfondrato, caballero del Toisón de Oro, consorte de Manuela de Alagón Pimentel y Benavides, VI marquesa de Villasor.

## Condes y marqueses de Villasor
|                                                | Titular                                          | Periodo                                      |
| Condes de Villasor (creación por \|Carlos I)   | Condes de Villasor (creación por \|Carlos I)     | Condes de Villasor (creación por \|Carlos I) |
| ---------------------------------------------- | ------------------------------------------------ | -------------------------------------------- |
| I                                              | Jaime de Alagón y de Besora                      | 1539-¿?                                      |
| II                                             | Blasco de Alagón y Boter                         | ¿?-1550                                      |
| III                                            | Jaime de Alagón y Folch de Cardona               | 1550-1594                                    |
| Marqueses de Villasor (creación por Felipe II) |                                                  |                                              |
| I                                              | Jaime de Alagón y Folch de Cardona               | 1594-1595                                    |
| II                                             | Martín de Alagón y Madrigal                      | 1595-1622                                    |
| III                                            | Hilarión de Alagón y de Requesens                | 1622-1634                                    |
| IV                                             | Blasco de Alagón y Roig                          | 1634-1652/1653                               |
| V                                              | Artal de Alagón y Pimentel                       | 1652/1653-1720                               |
| VI                                             | Manuela de Alagón Pimentel y Benavides           | 1720-1737                                    |
| VII                                            | Pedro Artal de Silva-Meneses y Bazán             | 1737-1744                                    |
| VIII                                           | José Joaquín de Silva Bazán y Sarmiento          | 1744-1802                                    |
| IX                                             | José Gabriel de Silva Bazán y Waldstein          | 1802-1839                                    |
| X                                              | Francisco de Borja de Silva-Bazán y Téllez-Girón | 1839-1889                                    |
| Rehabilitación por Alfonso XIII                |                                                  |                                              |
| XI                                             | Mariano de Silva Bazán y Carvajal                | 1906-1941                                    |
| XII                                            | Casilda de Silva y Fernández de Henestrosa       | 1956-2009                                    |
| XIII                                           | Álvaro Fernández Villaverde y Silva              | 2009-actual                                  |

## Historia de los condes y marqueses de Villasor
- Jaime de Alagón y de Besora (n. Cagliari, c. 1470), I conde de Villasor,[1][2] señor de Villasor y de Tragenta, hijo de Salvador de Alagón y Cubello de Arborea, conde de Goceano, y de Isabel de Besora y Civiller, señora de Villasor[4] y de Serramanna, todos feudos del reino de Cerdeña.[5]

Casó con Isabel Boter, de igual naturaleza, hija de Garau Boter y de Marquesa de Aragall. Le sucedió su hijo:
- Blasco de Alagón y Boter (Cagliari, ¿?-1550), II conde de Villasor.[2]

Casó con Ana de Cardona y de Requesens, baronesa de Sant Boi, nacida en Barcelona, hija de Antonio Folch de Cardona, vizconde de Cardona, y de María de Requesens de Soler y Enríquez de Velasco, naturales ambos de Barcelona, y ella hija del I conde de Palamós. Después de enviudar, Ana de Cardona contrajo un segundo matrimonio con Álvaro de Madrigal y Cervellón cuya hija de su primer matrimonio casó con el I marqués de Villasor. Le sucedió su hijo:
- Jaime de Alagón y Folch de Cardona (m. 1595), III y último conde de Villasor, I marqués de Villasor[1](por elevación del condado a marquesado en 1594),[2] caballero de la Orden de Santiago (1590, comendador de Villafranca en dicha Orden, teniente de capitán general de las galeras de Nápoles y Sicilia.

Casó con Juana de Madrigal y d'Oms, señora de la baronía de Alcalalí y Mosquera en el reino de Valencia, natural de Perpiñán, hija de Álvaro de Madrigal y Cervellón, señor de la misma baronía, virrey de Cerdeña (desde 1556), caballero de la Orden de Santiago y comendador mayor de Aragón en dicha Orden, natural de Castellón de Ampurias, y de Juana d'Oms, que lo era de Perpiñán. Le sucedió su hijo:
- Martín de Alagón y Madrigal (Cagliari, 1574-1622), II marqués de Villasor,[1][2]  caballero de la Orden de Santiago (1600), teniente de capitán general de Cerdeña que sirvió en las galeras de Sicilia.[4]

Casó con Ana Isabel de Requesens y Peralta, señora de la baronía de Santiago, natural de Palermo, hija de Francisco de Requesens y Veintimilla, de igual naturaleza, y de Petruca de Peralta, señora de la baronía de Santiago, natural de Xacca, también en Sicilia. Le sucedió su hijo:
- Hilarión de Alagón y de Requesens (Cagliari, 1601[6]-1634), III marqués de Villasor,[1][2] I conde de Montesanto (1629, en el reino de Cerdeña),[7] gentilhombre de cámara del rey, señor de la baronía de Alcalalí y Mosquera y caballero de la Orden de Santiago (1609).[6]

Casó con Ana María Margarita Roig y Salvador, natural de Valencia, hija de Andrés Roig, caballero de Montesa, y de Francisca Salvador, naturales de Valencia. Le sucedió su hijo:
- Blasco de Alagón y Roig (m. Cerdeña, 1652/1653[9]), IV marqués de Villasor,[1][2] II conde de Montesanto, señor de la baronía de Alcalalí y Mosquera, caballero de la Orden de Santiago (1637).[7]  Era «cabeza y primera voz del estamento militar» en el parlamento de Cerdeña y capitán general de la caballería del mismo reino.[7] Murió en 1652 de la peste que azotaba la isla de Cerdeña.[9]

Casó con Teresa Pimentel y Bazán, hija de Jerónimo Pimentel Zúñiga y Requesens, I marqués de Bayona,  caballero de la Orden de Calatrava, comendador de la Esparra en la Orden, virrey de Cerdeña (1626-1631) y general de las galeras de España. Era hijo de Juan Alonso Pimentel de Herrera, VIII conde de Benavente y V duque de Benavente, y de su segunda esposa, Mencía de Zúñiga y Requesens.  y de María Eugenia de Bazán y Benavides, IV marquesa de Santa Cruz, grande de España, IV marquesa del Viso y dama de la reina Isabel de Borbón. Le sucedió su hijo:
- Artal de Alagón y Pimentel (1650[14]-1720[15]), V marqués de Villasor,[1] grande de España,[2] III conde de Montesanto, señor de la baronía de Alcalalí y Mosquera, mayordomo del rey, general de la caballería de Cerdeña, natural de este reino, que falleció en 1711. El archiduque Carlos le creó grande de España en 1708.

Casó, en 1677, con su prima carnal, Ana María Nicolasa Pimentel de Benavides y Bazán (Nápoles, ¿?-1681), hermana entera de Francisco Diego de Bazán y Benavides, V marqués de Santa Cruz, e hija de Enrique de Benavides la Cueva y Bazán, de los condes de Santisteban del Puerto, y de Mencía Pimentel de Bazán, hermana de Teresa Pimentel y Bazán, II marquesa de Bayona y V marquesa del Viso. Le sucedió su única hija:
- María Manuela de Alagón Pimentel y Benavides (Chinchón  (1680[16]-1737), VI marquesa de Villasor,[1][2] IV condesa de Montesanto (Cerdeña),[11] señora de la baronía de Alcalalí y Mosquera. Cedió en vida la casa de Santa Cruz a su primogénito. Su padre obtuvo, en 1703, carta real del rey Felipe V concediendo el real privilegio para que su única hija pudiese heredar el título y los feudos que poseía el marqués en el Cerdeña.[19]

Casó, el 15 de octubre de 1698, en la catedral de Cagliari, con José de Silva-Meneses y Sfondrato, caballero del Toisón de Oro y presidente del Supremo Consejo de España.  Durante la Guerra de Sucesión, este señor apoyó al archiduque Carlos (quien otorgó la grandeza a su suegro en 1708). A causa de ello, cuando su mujer sucedió en el feudo y marquesado de Villasor, el rey Felipe V se lo confiscó, pero más tarde se lo restituyó, y en 1723 confirmó la grandeza. Era natural de Vélez-Málaga, e hijo de Pedro Félix José de Silva y Meneses, XII conde de Cifuentes, II marqués de Alconchel, alférez mayor de Castilla, virrey de Valencia, natural de Villarejo de Fuentes en la diócesis y actual provincia de Cuenca, y de Elena Fernández de Córdoba y Sfondrati di Masebradi, marquesa de Masebradi, nacida en Cádiz. Le sucedió su hijo:
- Pedro Artal de Silva-Meneses y Bazán (m. 27 de septiembre de 1744), VII marqués de Villasor,[1][2] VIII marqués de Santa Cruz,[10] dos veces grande de España, IX marqués del Viso, VI marqués de Bayona,[11] conde de Montesanto y mayordomo del infante Felipe de Parma.[11]

Casó, el 23 de abril de 1729, con María de Portali del Rosario Cayetana Sarmiento y Sotomayor y Zúñiga-Dávila, IV marquesa de Arcicóllar y VII condesa de Pie de Concha, hija de José Francisco Sarmiento de Sotomayor y Velasco, V conde de Salvatierra y de Pie de Concha y marqués del Sobroso, y de María Leonor Dávila y López de Zúñiga, VIII marquesa de Loriana, de Baides y de la Puebla de Ovando, condesa de Pedrosa. Le sucedió su hijo:
- José Joaquín de Silva-Bazán (1734-2 de febrero de 1802), VIII marqués de Villasor,[1][2] IX marqués de Santa Cruz,[10] dos veces grande de España, X marqués del Viso,[11] VII y último marqués de Bayona,[11] VIII conde de Pie de Concha,[11] director de la Real Academia Española y mayordomo mayor de los reyes Carlos III y Carlos IV.

Casó en primeras nupcias el 2 de febrero de 1755, en la parroquia de San Martín (Madrid), con María de la Soledad Fernández de la Cueva y Silva (1735-1762), VI marquesa de Cadreita y VIII condesa de la Torre, que era hija de Francisco Fernández de la Cueva y de la Cerda, XI duque de Alburquerque, y su esposa Agustina Ramona de Silva Hurtado de Mendoza y Gutiérrez de los Ríos. Casó en segundas nupcias el 16 de mayo de 1781, en Viena, con Mariana Waldstein (1763-1807), dama de la Orden Estrellada de Austria, hija de Emanuel Filiberto, conde de Waldstein-Wartenberg y conde del Sacro Imperio Romano, y su esposa la princesa María Ana Teresa de Lichtenstein. Le sucedió su hijo de su segundo matrimonio:
- José Gabriel de Silva Bazán y Waldstein (18 de marzo de 1782-4 de noviembre de 1839), IX marqués de Villasor,[1][2] X marqués de Santa Cruz,[10] dos veces grande de España, XII marqués del Viso,[23] VII marqués de Arcicóllar, VII conde de Pie de Concha y conde de Montesanto. Fue caballero del Toisón de Oro, de Calatrava y de Carlos III, mayordomo mayor del rey Fernando VII, miembro del Consejo de Regencia durante la minoridad de Isabel II, embajador en París, enviado extraordinario en Londres para asistir a la coronación de Guillermo IV, senador del reino, primer director del Museo del Prado y director perpetuo de la Real Academia Española.[24][23]

Casó, el 11 de junio de 1801, en la parroquia de la Guardia Real de Infantería (Alameda de Osuna, Madrid), con Joaquina María del Pilar Téllez-Girón y Pimentel (1784-1851), titulada princesa de Anglona y condesa de Osilo en Cerdeña, camarera mayor del palacio, aya de la reina, dama de la Orden de María Luisa, que era hija de Pedro Téllez-Girón (IX duque de Osuna), IX duque de Osuna, y su esposa María Josefa Alfonso Pimentel y Téllez Girón, XII duquesa de Benavente. Sucedió su hijo:
- Francisco de Borja de Silva-Bazán y Téllez-Girón (Madrid, 13 de octubre de 1815-Madrid, 28 de noviembre de 1889), X marqués de Villasor,[1][2][26] XI marqués de Santa Cruz,[10] dos veces grande de España, IX marqués de Bayona,[27] X marqués de Pie de Concha, VIII marqués de Arcicóllar,[28] mayordomo mayor de la reina durante el reinado de  Alfonso XII, jefe superior de palacio de la reina María Cristina de Habsburgo-Lorena, senador vitalicio, por la provincia de Guipúzcoa y por derecho propio,[29] vicepresidente del senado,  alcalde de Madrid[10] y caballero de la Orden del Toisón de Oro.[30]

Contrajo matrimonio, el 13 de diciembre de 1835, con María de la Encarnación Fernández de Córdoba y Álvarez de las Asturias Bohorques, dama de Isabel II, María de las Mercedes y María Cristina, dama noble de María Luisa y camarera mayor de Palacio, hija de Joaquín Fernández de Córdoba y Pacheco, VI duque de Arión, IX marqués de Mancera, XII marqués de Povar, etc., y de su esposa, María de la Encarnación Francisca de Asís Álvarez de las Asturias Bohorques y Chacón. Sucedió su nieto, hijo de Álvaro de Silva-Bazán y Fernández de Córdoba (1839-1894), XII marqués de Santa Cruz y XIV marqués del Viso, y de su esposa, María Luisa de Carvajal-Vargas y Dávalos, IV duquesa de San Carlos, III condesa de la Unión, VIII condesa de Castillejo y camarera mayor de palacio. En 1906, por rehabilitación, sucedió su nieto:
Rehabilitación en 1906
- Mariano de Silva-Bazán y Carvajal (Madrid, 2 de abril de 1875-Sevilla, 12 de septiembre de 1940[33]), XI marqués de Villasor,[1][34] XIII marqués de Santa Cruz,[10] dos veces grande de España y XIV marqués del Viso.

Contrajo matrimonio, el 27 de noviembre de 1912, con Casilda Fernández de Henestrosa y Salabert, III duquesa de Santo Mauro. Le sucedió su hija:
- Casilda de Silva y Fernández de Henestrosa (1914-2008), XII marquesa de Villasor,[1][2] XIV marquesa de Santa Cruz,[36] XV marquesa del Viso,[37] V duquesa de San Carlos, [38] IV duquesa de Santo Mauro,[39] cuatro veces grande de España, XI marquesa de Arcicóllar, II condesa de Carvajal, (rehabilitado en 1965), VI condesa de Estradas, XI condesa de Castillejo y III condesa de San Martín de Hoyos.

Casó, el 26 de diciembre de 1942, con José Fernández-Villaverde y Roca de Togores (Madrid, 4 de abril de 1902-15 de junio de 1988) IV marqués de Pozo Rubio, grande de España. diplomático, hijo de Raimundo Fernández Villaverde y de Ana Roca de Togores. Le sucedió su hijo en 8 de marzo de 2009:
- Álvaro Fernández Villaverde y de Silva (n. 1943), XIII marqués de Villasor,[1][2] XV marqués de Santa Cruz,[36]  VI duque de San Carlos,[38] V duque de Santo Mauro,[39] V marqués de Pozo Rubio[36], cinco veces grande de España, XVI marqués del Viso, XII conde de Castillejo, decano de la Diputación de la Grandeza, caballero de la Orden de Santiago, maestrante de Sevilla, Gran Cruz del Mérito Naval, comendador de Isabel la Católica, ministro plenipotenciario, presidente del Patrimonio Nacional, vicepresidente de Europa Nostra, patrono de los museos del Prado y Naval

Casó, en primeras nupcias en Ciudad Rodrigo el 5 de abril de 1968, con Estrella Bernaldo de Quirós y Tacón (n. Zarauz el 31 de julio de 1944], hija de Luis Bernaldo de Quirós y Bustillo, de los marqueses de los Altares, y de Ana María Tacón y Rodríguez de Rivas, V duquesa de la Unión de Cuba y IV marquesa de Bayamo. Contrajo un segundo matrimonio, el 27 de abril d 2002, con Enriqueta Bosch y García Bravo.